# トーチー・ザ・バッテリー・ボーイ
『トーチー・ザ・バッテリー・ボーイ』（Torchy the Battery Boy、電気じかけのトーチー）は、1960年にイギリスでジェリー・アンダーソンが作った、人形劇スタイルの子供向けテレビドラマである。白黒作品で、日本では公開されていない。

## 概要

### 梗概
バンブルドロップ氏が所有するプードルのポムポムが子どもたちとタコを飛ばしていると突風が吹き、タコは飛ばしているポムポムとともに飛ばされてしまった。そこでバンブルドロップ氏は電気仕掛けのトーチーという人形を作った。トーチーのおでこにあるライトは探しものを見つけることができ、ポムポムの居場所としてライトが照らしたのは遠い星のトプシー＝ターヴィ・ランドだった。そこでバンブルドロップ氏はロケットを一夜で作りトーチーを乗せて自宅の庭から打ち上げる。トーチーはトプシー＝ターヴィ・ランドと地球で仲間たちと様々な冒険を繰り広げる。

### 第1期の製作
前作『ジ・アドヴェンチャーズ・オブ・トゥイズル』の後に破産の危機にあったAPフィルムズは外部の仕事を引き受けて会社をなんとか存続させていた。そして再びロバータ・リーから番組制作の依頼を受けたAPフィルムズは、1958年に本作の5本のパイロット版エピソードを製作し始めた。今回は『ジ・アドヴェンチャーズ・オブ・トゥイズル』のときの張り子ではなくケミカル・ウッド（成形用素材）を用いて人形は製作された。また、後にスーパーマリオネーションの特徴となるリップ・シンク装置の原型となるものが人形師クリスティーン・グランヴィルによって製作された。それは糸で動かすことのできる口であったが、その可動のための隙間を埋めるために革が用いられた。グランヴィルは前作の人形師主任ジョイ・ローリーが他作に関わることで本作で主任を引き継いだ。その補助には前作に引き続きマレー・クラークの他、新しくメアリー・ターナーが参加した。
8月までにパイロット版が製作されるとロバータ・リーはAPフィルムズとの関係を一度は絶ったが、9月に2万7千ポンドの予算で残りの21話の製作を依頼した。1958年10月の契約では翌1959年1月から7月まで月に3話ずつ製作することとされた。
台詞はスタジオとなっていたマナーハウスのアイレット・パークの寝室で録音された。録音技師のジョン・テイラーは許可無しで部屋の改造ができなかったため「毛布を壁に引くことで部屋を無響室とした」と証言している。声は前作とは異なりケネス・コナー、ジル・フロイド、オルウィン・グリフィズ、パトリシア・サマーセットの4人が担当した。
トーチーには後のアンダーソン夫妻の作品に受け継がれるもの、つまりロケットの発射がある。ジェリー・アンダーソンはこの撮影について「素人くさかったが、ついにやった」と後年回想している。
製作は1959年3月に完了し、ロバータ・リーは再びAPフィルムズに第2期を発注したが、スタジオは辞退した。リーのやり方にスタジオは反対していた上、ジェリー・アンダーソンはリーに依存すべきでないと感じていた。ロバータ・リーが紹介した作曲家のバリー・グレイはAPフィルムズに強い興味を持ち続け、自らの人形劇の構想をAPフィルムズに持ち込んでいた。1958年11月にはこの新番組のために新しい人形師ロジャー・ウッドバーンが雇われロバータ・リーに感づかれないように仕事を行わせた。ロバータ・リーとの別れは、1959年10月にAPフィルムズの「AP」つまりジェリー・アンダーソンとアーサー・プロヴィスの別れもやがて引き起こすこととなる。

### 第2期の製作
APフィルムズから人形やセットの所有権を引き取ったロバータ・リーは自身の会社ペラム・フィルムズを立ち上げ、ヴィヴィアン・マイロニーとともに英国パテ社で26話の製作を行った。

### 放映
イギリスでの初放映はABCノース局とABCミッドランズ局で1959年から行われた。この後半期にはAPフィルムズの新作『ウエスタン・マリオネット 魔法のけん銃』がグラナダ局で放映されている。

## 技術面
人形の眼と口が手動で動く様になった。主役のトーチーはタイトル通り、頭にライトもある。ただ、まだ技術がつたなかったのか、ギミックを組み込んだ顔は均整さを欠いており、これは次作『ウエスタン・マリオネット 魔法のけん銃』で払拭される。またこの後の作品をよく見ると、『The Adventure of Twizzle』と『Torchy the Battery Boy』、『スーパーカー』と『宇宙船XL-5』と言う具合に、ある新しい技術で新鮮な映像が出来ると、同じ技術でもう1作作り、そのまた次はさらに新しい技術を入れると言う「1技術で2作制作」といったバランス進行がうかがえる（あくまでも大体であり、全作品が2作毎ではない）。

## 各話リスト
| 話数        | 題名                                 | 英国初回放送日 | 監督                     | 脚本           |
| 第1シリーズ | 第1シリーズ                          | 第1シリーズ    | 第1シリーズ              | 第1シリーズ    |
| ----------- | ------------------------------------ | -------------- | ------------------------ | -------------- |
| 1           | Pom-Pom and the Toys                 | 59年01月11日   | ジェリー・アンダーソン   | ロバータ・リー |
| 2           | Topsy Turvy Land                     | 59年01月25日   | ジェリー・アンダーソン   | ロバータ・リー |
| 3           | Torchy and Squish                    | 59年02月08日   | ジェリー・アンダーソン   | ロバータ・リー |
| 4           | The Building of Frutown              | 59年02月22日   | ジェリー・アンダーソン   | ロバータ・リー |
| 5           | Torchy and the Broken Rocket         | 59年03月08日   | ジェリー・アンダーソン   | ロバータ・リー |
| 6           | King Dithers                         | 59年03月15日   | ジェリー・アンダーソン   | ロバータ・リー |
| 7           | Torchy Returns to Earth              | 59年03月22日   | ジェリー・アンダーソン   | ロバータ・リー |
| 8           | Bossy Boots Goes to Topsy Turvy Land | 59年03月29日   | ジェリー・アンダーソン   | ロバータ・リー |
| 9           | Bossy Boots Is Taught a Lesson       | 59年04月05日   | ジェリー・アンダーソン   | ロバータ・リー |
| 10          | A Bell for a Penny Farthing          | 59年04月12日   | ジェリー・アンダーソン   | ロバータ・リー |
| 11          | A Trick on Pom-Pom                   | 59年05月03日   | ジェリー・アンダーソン   | ロバータ・リー |
| 12          | Torchy Is Stolen                     | 59年05月10日   | ジェリー・アンダーソン   | ロバータ・リー |
| 13          | King Dithers Loses His Crown         | 59年05月30日   | ジェリー・アンダーソン   | ロバータ・リー |
| 14          | Pilliwig Gets a Present              | 59年06月07日   | ジェリー・アンダーソン   | ロバータ・リー |
| 15          | Bad Boy Bogey                        | 60年05月31日   | ジェリー・アンダーソン   | ロバータ・リー |
| 16          | Torchy and the Strange Animal        | 59年07月19日   | ジェリー・アンダーソン   | ロバータ・リー |
| 17          | Bossy Boots Forgets to Be Good       | 60年06月14日   | ジェリー・アンダーソン   | ロバータ・リー |
| 18          | The Hungry Money Box                 | 59年08月23日   | ジェリー・アンダーソン   | ロバータ・リー |
| 19          | The Naughty Twins                    | 59年08月30日   | ジェリー・アンダーソン   | ロバータ・リー |
| 20          | The Twins Learn a Lesson             | 60年07月05日   | ジェリー・アンダーソン   | ロバータ・リー |
| 21          | King Dithers Goes Down to Earth      | 59年09月13日   | ジェリー・アンダーソン   | ロバータ・リー |
| 22          | Torchy Is Saved at Last              | 59年10月10日   | ジェリー・アンダーソン   | ロバータ・リー |
| 23          | Torchy and the Man on the Moon       | 60年07月26日   | ジェリー・アンダーソン   | ロバータ・リー |
| 24          | Bogey and the Statues                | 60年08月02日   | ジェリー・アンダーソン   | ロバータ・リー |
| 25          | The Moon Falls Asleep                | 60年08月09日   | ジェリー・アンダーソン   | ロバータ・リー |
| 26          | Torchy’s Birthday                    | 60年08月16日   | ジェリー・アンダーソン   | ロバータ・リー |
| 第2シリーズ |                                      |                |                          |                |
| 1           | Flopsy Goes on a Picnic              |                | ヴィヴィアン・マイロニー | ロバータ・リー |
| 2           | Torchy Gets a Surprise               |                | ヴィヴィアン・マイロニー | ロバータ・リー |
| 3           | Banana Bridge                        |                | ヴィヴィアン・マイロニー | ロバータ・リー |
| 4           | King Dithers and Daffy               |                | ヴィヴィアン・マイロニー | ロバータ・リー |
| 5           | The Toys Get the Collywobbles        |                | ヴィヴィアン・マイロニー | ロバータ・リー |
| 6           | Bogey Learns Another Lesson          |                | ヴィヴィアン・マイロニー | ロバータ・リー |
| 7           | The Pollikan Bird Is Stolen          |                | ヴィヴィアン・マイロニー | ロバータ・リー |
| 8           | Torchy Has an Accident               |                | ヴィヴィアン・マイロニー | ロバータ・リー |
| 9           | Sparky the Dragon                    |                | ヴィヴィアン・マイロニー | ロバータ・リー |
| 10          | Bogey Is Naughty Again               |                | ヴィヴィアン・マイロニー | ロバータ・リー |
| 11          | Pilliwig Cleans the Chimney          |                | ヴィヴィアン・マイロニー | ロバータ・リー |
| 12          | Pongo the Pirate                     |                | ヴィヴィアン・マイロニー | ロバータ・リー |
| 13          | Pongo in the Goldmine                |                | ヴィヴィアン・マイロニー | ロバータ・リー |
| 14          | King Dithers’ Birthday               |                | ヴィヴィアン・マイロニー | ロバータ・リー |
| 15          | Washing Day in Topsy Turvy Land      |                | ヴィヴィアン・マイロニー | ロバータ・リー |
| 16          | Gluebell Wood                        |                | ヴィヴィアン・マイロニー | ロバータ・リー |
| 17          | Squish Falls Down a Well             |                | ヴィヴィアン・マイロニー | ロバータ・リー |
| 18          | Flopsy in Trouble                    |                | ヴィヴィアン・マイロニー | ロバータ・リー |
| 19          | The Big Storm                        |                | ヴィヴィアン・マイロニー | ロバータ・リー |
| 20          | Daffy’s Birthday                     |                | ヴィヴィアン・マイロニー | ロバータ・リー |
| 21          | Flopsy Makes a Christmas Pudding     |                | ヴィヴィアン・マイロニー | ロバータ・リー |
| 22          | Gilly Golly in Trouble               |                | ヴィヴィアン・マイロニー | ロバータ・リー |
| 23          | King Bumble Drop                     |                | ヴィヴィアン・マイロニー | ロバータ・リー |
| 24          | A New Suit for Pilliwig              |                | ヴィヴィアン・マイロニー | ロバータ・リー |
| 25          | The Obstinate Donkey                 |                | ヴィヴィアン・マイロニー | ロバータ・リー |
| 26          | Pom-Pom Gets the Hiccups             |                | ヴィヴィアン・マイロニー | ロバータ・リー |

## ソフト
リージョン2/PALのDVDが英Networkより販売されている。
- Torchy the Battery Boy: The Complete Series 1[15]
- Torchy the Battery Boy: The Complete Series 2[16]

### 注
1. ↑  1959年4月とする文献もある[4]。